# Хваджон

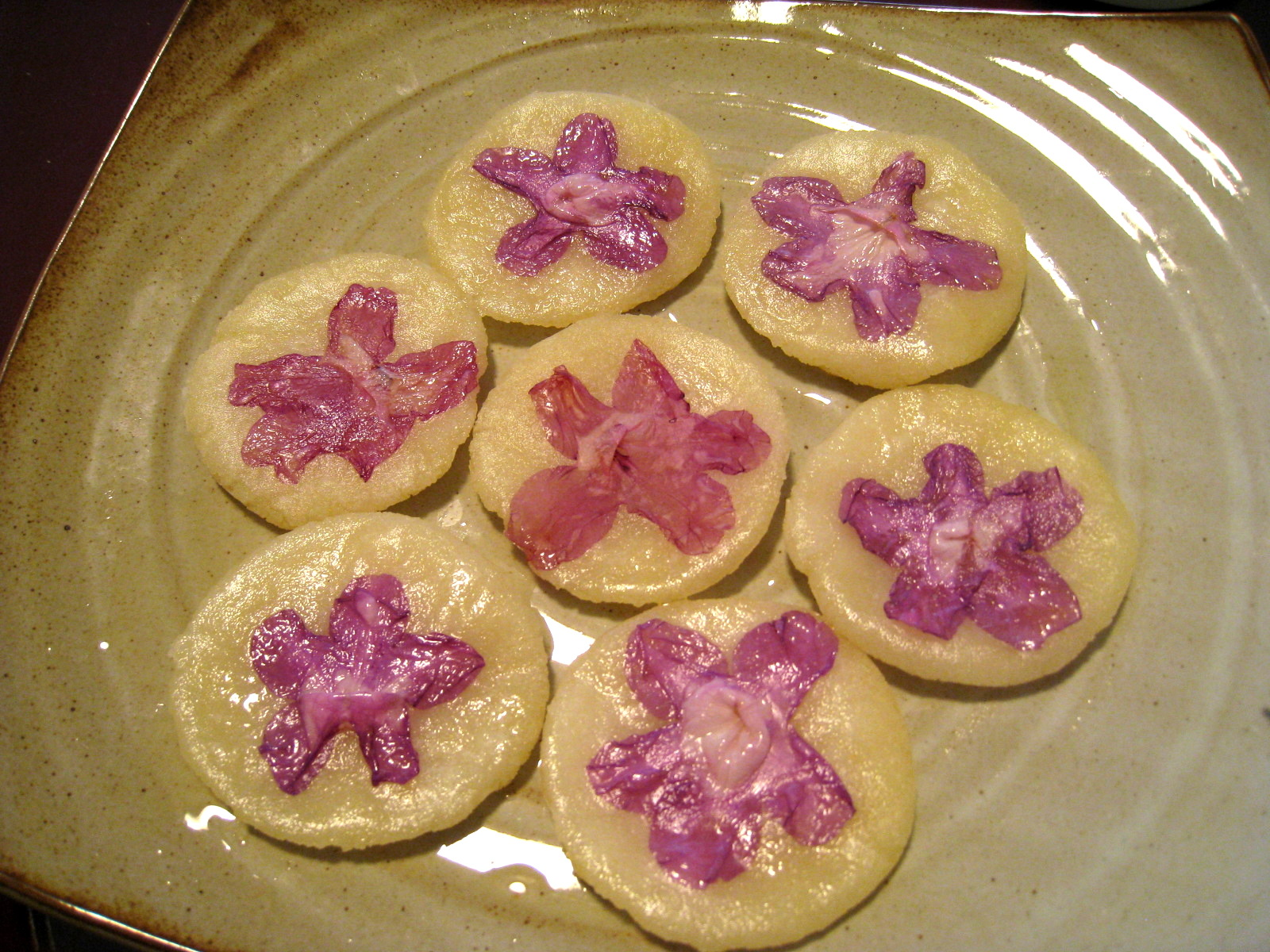
Чиндаллэ-хваджон

Хваджон, хвачон (кор. 화전, 花煎화전, 花煎, hwadʑʌnhwadʑʌn) — невеликий за розміром, солодкий корейський десерт, різновид оладок чон або пиріжків тток, готується з клейкого борошна і цукру з будь-яким видом їстівних квітів, наприклад, азалією або хризантемою. Буквально запозичення з китайської «хваджон» означає «квітковий чон»; інші назви — ккот пуккуми (꽃부꾸미), ккот чиджими (꽃지지미), ккот тарім (꽃달임), вони мають корейське походження.

## Хваджон норі

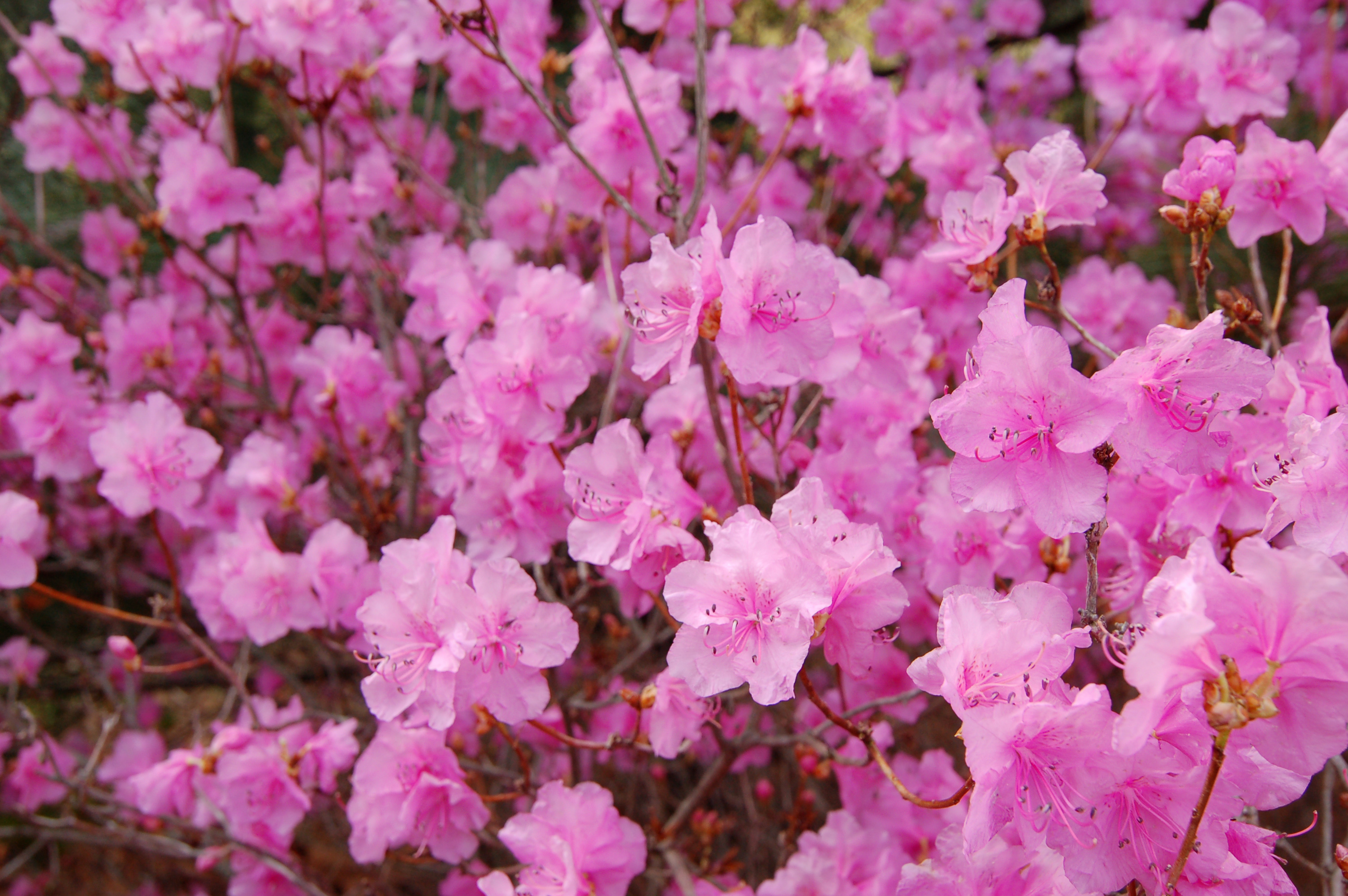
Чиндалле (рододендрон гострокінцевий)

Хваджон зазвичай вживався у святковий день хваджон норі (화전놀이), який існував з часів династії Корі (918-1392), назва означає «гра квіткових оладок». Навесні жінки йшли разом на пікнік, захопивши з собою клейке борошно і сковороду пончхоль (번철 фото) до струмка в день приходу весни Самджиналь (3 березня за місячним календарем). Жінки збирали їстівні квіти і готували з ними хваджон, особливо характерним і типовим видом є чиндалле хваджон (진달래화전) з рододендроном; його ще називають туген хваджон (хангиль: 두견화전, ханче: 杜鵑花煎). Хваджон їли, запиваючи чиндалле хвачхэе, безалкогольним пуншем.
Восени корейці готували хваджон з хризантемою (квітками і листям), кук хваджон (국화전), запиваючи його хризантемовим вином «кук хваджу» (국화주) або юча хвачхе (хвачхе з юдзу). Кукхваджон також пов'язаний з фестивалем Чунгу (중구, 重九, також Чуянджоль, 중양절). Він відбувається 9 вересня за  традиційним календарем.

## Різновиди
Крім чиндалле хваджон і кук хваджон існують різновиди з усіма можливими їстівними квітами: і хваджон (이화전, 梨花煎, з азійською грушею), поккот хваджон (벚꽃화전, з сакурою), чебиккот хваджон (제비꽃화전 з фіалкою) готують навесні, а чанми хваджон (장미화전) з трояндами їдять раннім літом. Мендрами хваджон (맨드라미화전, з видом Celosia cristata) — осіння страва.
Якщо сезонних квітів немає, то хваджон можна приготувати з лишайником умбілікарією, полином емоги, зизифусом.